# FIBA Diamond Ball 2000 - Torneo maschile
Il torneo FIBA Diamond Ball 2000 si è svolto a Hong Kong, ed è stato vinto dall'Australia.

## Partecipanti
- Angola - campione d'Africa
- Australia - paese ospitante le Olimpiadi
- Canada - rappresentante delle Americhe (con gli USA campioni)
- Cina – campione d'Asia
- Italia - campione d'Europa
- Jugoslavia - campione del mondo

## Fase a gironi

### Gruppo A
| Squadra    | Pts | V - P | PF - PS   |
| ---------- | --- | ----- | --------- |
| Jugoslavia | 4   | 2 - 0 | 178 - 153 |
| Canada     | 2   | 1 - 1 | 175 - 167 |
| Cina       | 0   | 0 - 2 | 137 - 170 |

| Hong Kong 2 settembre 2000 | Cina | 64 – 84 | Jugoslavia |  |

| Hong Kong 3 settembre 2000 | Canada | 86 – 73 | Cina |  |

| Hong Kong 4 settembre 2000 | Jugoslavia | 94 – 89 | Canada |  |

### Gruppo B
| Squadra   | Pts | V - P | PF - PS   |
| --------- | --- | ----- | --------- |
| Australia | 4   | 2 - 0 | 196 - 135 |
| Italia    | 2   | 1 - 1 | 159 - 162 |
| Angola    | 0   | 0 - 2 | 114 - 172 |

| Hong Kong 2 settembre 2000 | Angola | 61 – 77 | Italia |  |

| Hong Kong 3 settembre 2000 | Australia | 95 – 53 | Angola |  |

| Hong Kong 4 settembre 2000 | Italia | 82 – 101 | Australia |  |

## Finali
V-VI posto
| Hong Kong 6 settembre 2000 | Cina | 69 – 61 | Angola |  |

III-IV posto
| Hong Kong 6 settembre 2000 | Canada | 74 – 82 | Italia |  |

I-II posto
| Hong Kong 6 settembre 2000 | Jugoslavia | 71 – 78 | Australia |  |

## Classifica
| -  | Team       |
| -- | ---------- |
|    | Australia  |
|    | Jugoslavia |
|    | Italia     |
| 4. | Canada     |
| 5. | Cina       |
| 6. | Angola     |